# Accident de Mitaka

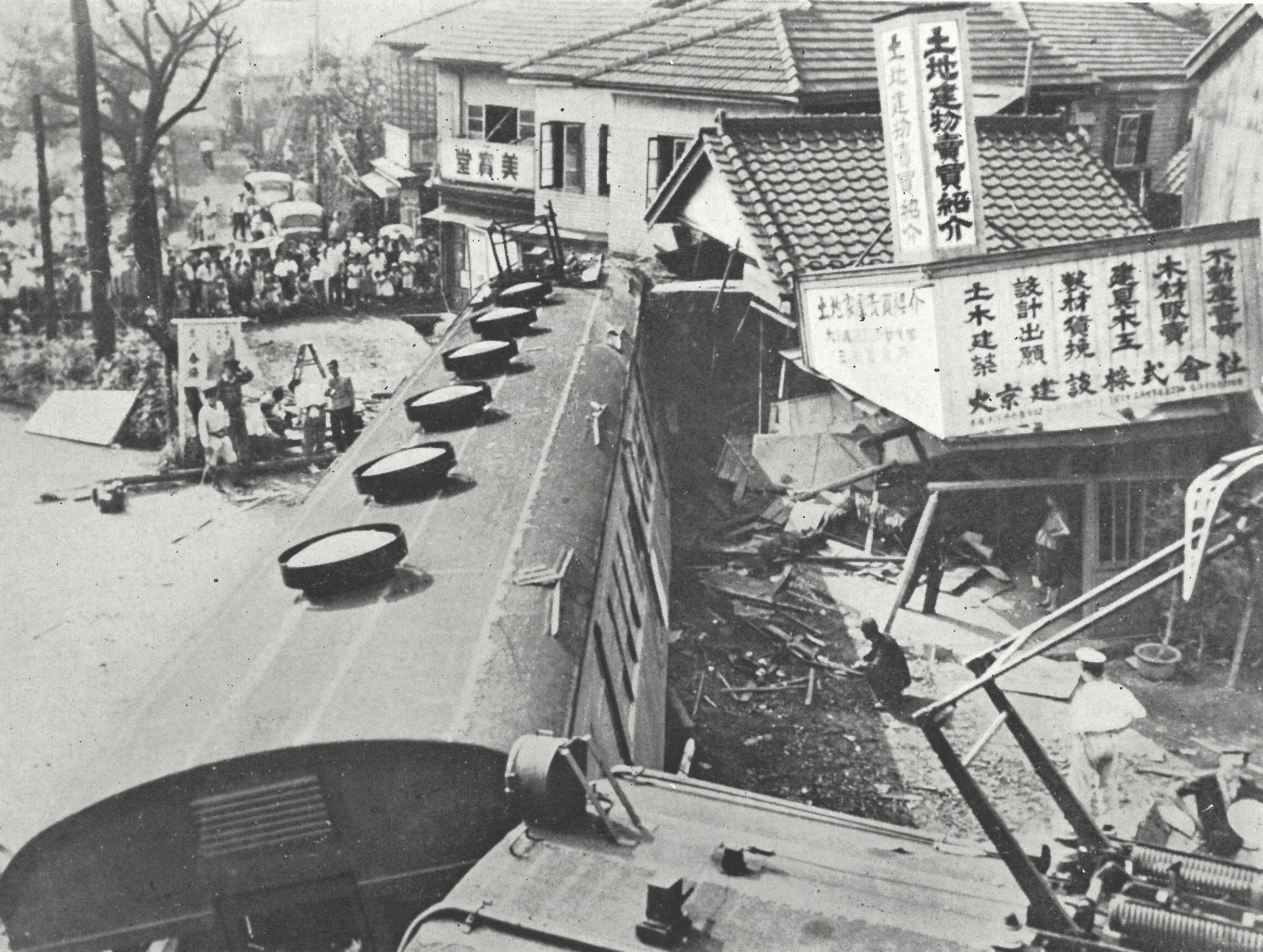

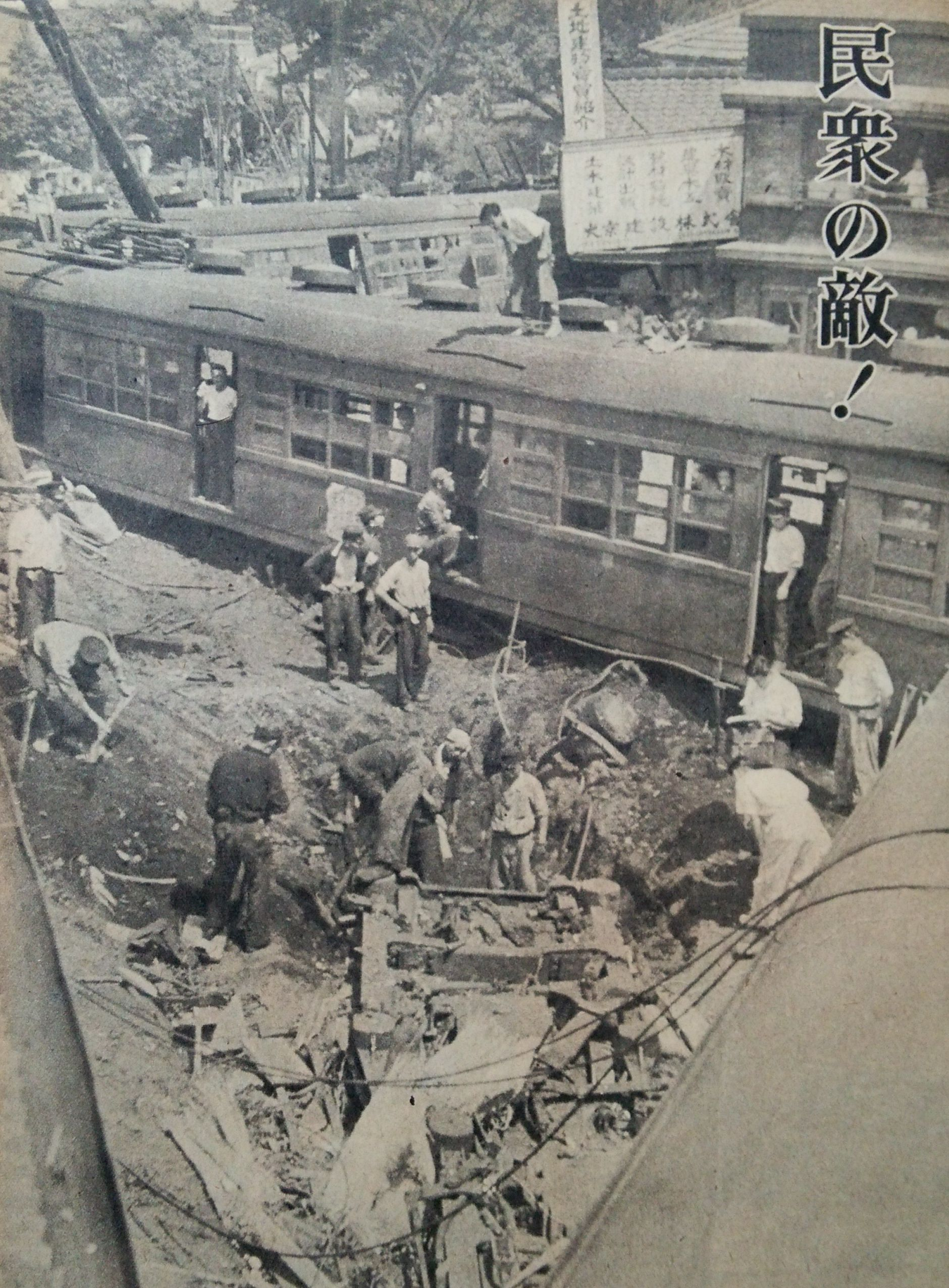

L'accident de Mitaka (三鷹事件, Mitaka jiken) se déroule le 15 juillet 1949 quand un train série 63 (en) roulant sans personne à son bord dérailla à la gare de Mitaka sur la ligne Chūō, tuant 6 personnes et en blessant 20.
L'accident fait partie des « Trois grands mystères des chemins de fer japonais » survenus en 1949 avec l'accident de Shimoyama et l'accident de Matsukawa, et dont il est supposé que les coupables seraient des membres du Syndicat national des travailleurs du chemin de fer de la Japanese National Railways (jusqu'au 1er juin 1949 : Société gouvernementale des chemins de fer japonais). Le gouvernement accuse dix personnes de sabotage ferroviaire ayant entraîné la mort, dont le conducteur, Keisuke Takeuchi, qui n'était pas à bord quand le train dérailla. 
Le jour de l'accident, les quatre policiers assignés à la gare de Mitaka abandonnent leur poste ; on ignore encore pourquoi aujourd'hui. Deux des personnes accusées sont poursuivies pour parjure. L'avocat de Takeuchi refuse d'autoriser un collègue à présenter une preuve prouvant que lui et Takeuchi étaient dans un bain public ensemble au moment où le train avait quitté la gare (une preuve prouvant apparemment juste qu'une autre personne l'accompagnait), prétendant que cela est « sans rapport avec l'affaire ».
Lors de la décision de justice de 1955, le juge conclut qu'il n'y a aucune preuve de conspiration, mais plutôt que Takeuchi avait organisé et exécuté seul l'incident. Il est condamné à mort, tandis que les autres accusés sont déclarés innocents de toutes les accusations. Tous les appels au verdict furent refusés.
Tous les accusés innocentés sont des membres du Parti communiste japonais, mais Takeuchi n'en faisait pas partie. Il meurt en prison en 1967 d'une tumeur au cerveau. Jusqu'à son décès, il continua de proclamer son innocence, une attitude très inhabituelle dans l'histoire juridique japonaise.
En 2010, un article du Japan Times mentionnait que les aveux fournis par Takeuchi avaient été faits sous la contrainte de la police. En 2019, la Haute Cour de Tokyo a rejeté une demande de nouveau procès pour ce dernier.